# Spilogona contigua
Spilogona contigua är en tvåvingeart som beskrevs av Huckett 1965. Spilogona contigua ingår i släktet Spilogona och familjen husflugor. Inga underarter finns listade i Catalogue of Life.